# Man Bok Park
Park Manbok (en hangul, 박만복) (Sokcho, Corea del Sur, 30 de agosto de 1936-Lima, 26 de septiembre de 2019) fue un entrenador de voleibol surcoreano que llegó a ser entrenador de la selección femenina de voleibol del Perú y logrando bajo su dirección múltiples reconocimientos y medallas para esta. Su logro más importante fue llevar al equipo peruano a obtener la plata en los Juegos Olímpicos de Seúl 1988 en un ajustado partido contra la Unión Soviética.

## Biografía
En 1960 se graduó como químico farmacéutico en la Universidad de Kyunhee.
Entre 1960 y 1964, sirvió en el Ejército de Corea del Sur, llegando a obtener el grado de sargento.

## Trayectoria
Entre 1965 y 1968, fue entrenador del equipo Soong Eui Women's College.
Entre 1969 y 1972, fue entrenador de Korean Air en la V-League coreana.
En 1973 dirigió la selección femenina de voleibol de Corea del Sur, obteniendo medalla de bronce en la Copa Mundial de Voleibol Femenino realizada en Uruguay.
Park fue contratado por la Federación Peruana de Voleibol en 1974. Primero, fue asistente técnico de Kato Akira y, ese mismo año, tomó la dirección técnica de la selección femenina de voleibol del Perú, durante el Mundial de México 1974. Como entrenador del sexteto peruano, fue subcampeón del Mundial Juvenil de México 1981, subcampeón del Mundial de Perú 1982, medalla de bronce en el Campeonato Mundial de Voleibol Femenino de 1986 y subcampeón de los Juegos Olímpicos de Seúl 1988. Por su tutoría, pasaron grandes figuras del vóley peruano, como Denisse Fajardo, Cecilia Tait, Gabriela Pérez del Solar, Cenaida Uribe, Natalia Málaga, entre otras de la generación de Seúl 1988.
En 1982 y 1988, recibe por parte del IPD los laureles deportivos en grado de oficial y gran oficial respectivamente. Dichas distinciones conllevaron a que su nombre sea inscrito en el frontis del Estadio Nacional del Perú.
En octubre de 2016, pasó a formar parte de Salón de la Fama del Voleibol.
Falleció el 26 de septiembre de 2019 a los 83 años tras sufrir una enfermedad vascular.

## Selección nacional

### A nivel mayores
- 1974: 8.º puesto en el Campeonato Mundial de México
- 1977: Campeón en el Sudamericano de Lima
- 1978: 10.º puesto en el Campeonato Mundial de la Unión Soviética
- 1979: Subcampeón en los Juegos Panamericanos de San Juan
- 1979: Campeón en el Sudamericano de Rosario
- 1980: 6.º puesto en los Juegos Olímpicos de Moscú
- 1981: Subcampeón en el Sudamericano de Santo André
- 1982: Subcampeón en el Campeonato Mundial de Perú
- 1983: 3.er puesto en los Juegos Panamericanos de Caracas
- 1983: Campeón en el Sudamericano de São Paulo
- 1984: 4.º puesto en los Juegos Olímpicos de Los Ángeles
- 1985: Campeón en el Sudamericano de Caracas
- 1985: 5.º puesto en la Copa del Mundo de Japón
- 1986: 3.er puesto en el Campeonato Mundial de Checoslovaquia
- 1987: Subcampeón en los Juegos Panamericanos de Indianápolis
- 1987: Campeón en el Sudamericano de Montevideo
- 1988: Medalla de plata en los Juegos Olímpicos de Seúl
- 1988: 3.er puesto en el Top Four
- 1989: Campeón en el Sudamericano de Curitiba
- 1989: 5.º puesto en la Copa del Mundo de Japón
- 1990: 6.º puesto en el Campeonato Mundial de China
- 1991: 3.er puesto en los Juegos Panamericanos de La Habana
- 1991: Subcampeón en el Sudamericano de São Paulo
- 1991: 5.º puesto en la Copa del Mundo de Japón
- 1993: Campeón en el Sudamericano del Cusco
- 1999: 3.er puesto en el Sudamericano de Valencia
- 1999: 10.º puesto en la Copa del Mundo de Japón
- 2000: 11.º puesto en los Juegos Olímpicos de Sídney
- 2003: 3.er puesto en el Sudamericano de Bogotá

### A nivel juvenil
- 1981: Subcampeón en el Campeonato Mundial Juvenil de México